# Adventureland (Disney)

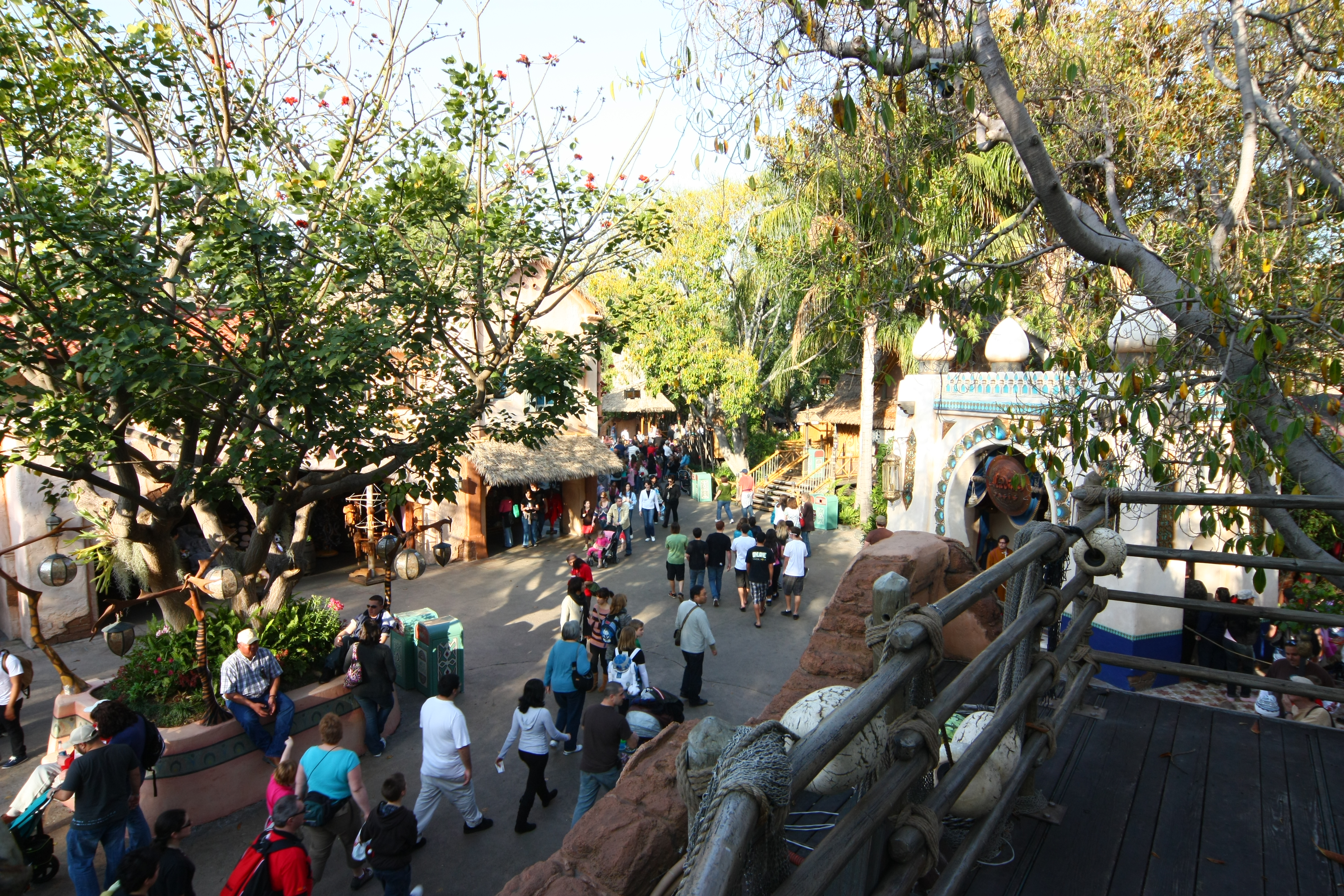
Adventureland na Disneyland em 2010

Adventureland é uma das "terras temáticas" em muitos parques temáticos no estilo da Disneyland administrados pela Walt Disney Company em todo o mundo. Ela tem como tema as selvas remotas da África, Ásia, América do Sul, Oceânia e Caribe. "Para criar uma terra que tornasse esse sonho realidade", disse Walt Disney, "nós nos imaginamos longe da civilização, nas selvas remotas da Ásia e da África".
Adventureland oferece uma visão da década de 1950 de aventuras exóticas, capitalizando a mania Tiki do pós-guerra. A vegetação exuberante lembra as selvas, enquanto elementos do "outro" cercam o visitante. Máscaras tribais, tambores de conga, totens não-americanos, estátuas de animais exóticos e arquitetura de influência do Pacífico criam uma área confinada em que a indústria e a tecnologia ficam em segundo plano em relação à natureza inexplorada. O famoso historiador de arte David T. Doris explica Adventureland como "um pastiche de espaços coloniais imaginários, combinados com o ambiente verde e folhoso da "Selva"".

## Disneyland
Aqui está a aventura. Aqui está o romance. Aqui está o mistério. Rios tropicais - fluindo silenciosamente para o desconhecido. O incrível esplendor de flores exóticas... o som sinistro da selva... com olhos que estão sempre observando.
Walt Disney não teve tempo de fazer esse discurso dedicatório, pois a transmissão ao vivo do dia da inauguração estava prestes a terminar.

A Adventureland da Disneyland foi originalmente concebida como True-Life Adventureland e deveria ser baseada nos premiados documentários sobre a natureza da África e da Ásia de Walt Disney. Originalmente, a terra deveria ter animais reais da África para habitar um rio da selva, mas depois que os zoólogos disseram a Walt Disney que os animais reais ficariam deitados ou se esconderiam, os Imagineers construíram animais mecânicos. A Adventureland foi inaugurada com o Jungle Cruise como sua única atração, até que a Swiss Family Treehouse foi adicionada em 1962. Com a tecnologia de animatrônicos de áudio, o Walt Disney's Enchanted Tiki Room foi adicionado em 1963, próximo à ponte de entrada do parque. A arte da Oceania também criou a série de máscaras tribais que agora revestem a ponte de entrada.

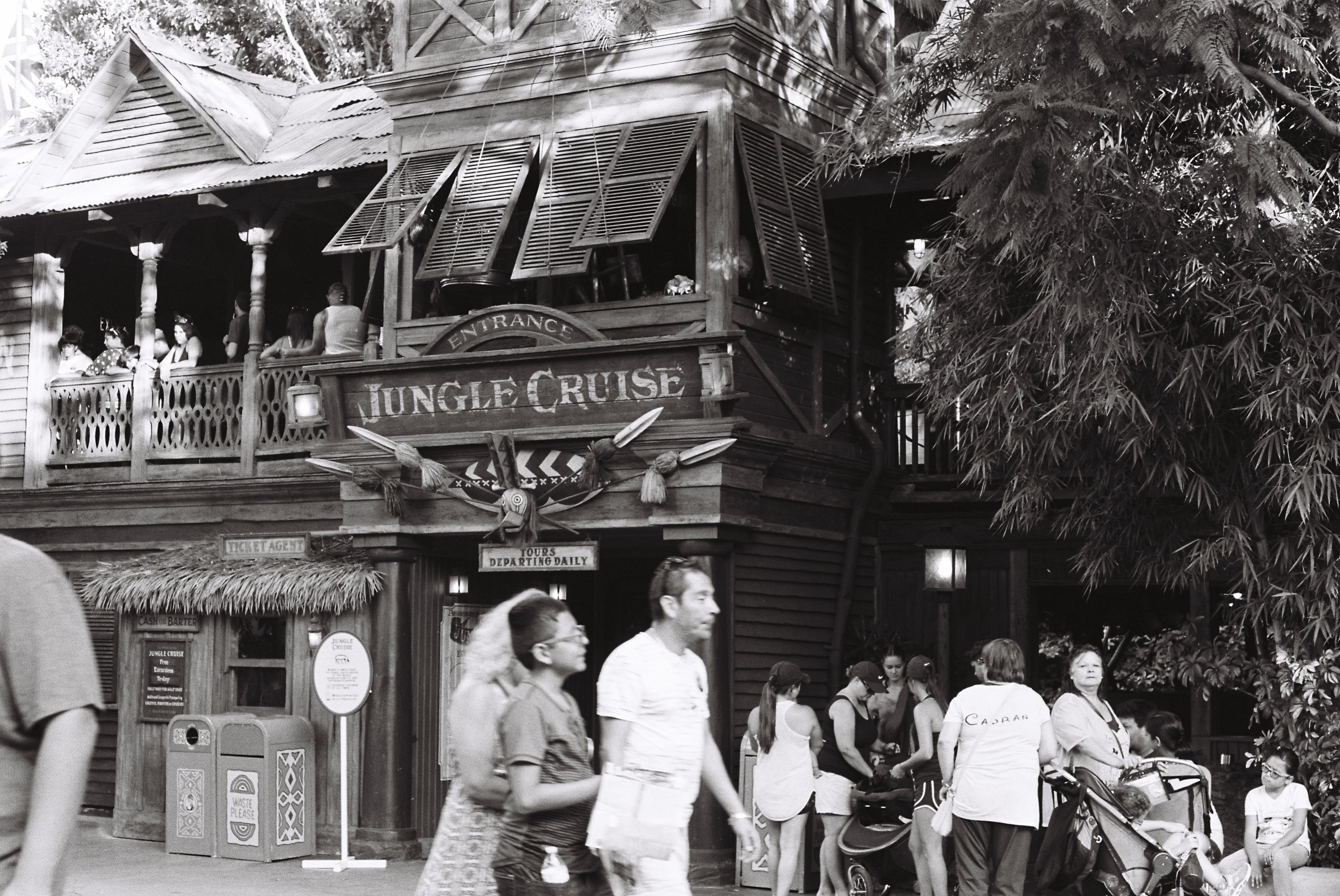
Jungle Cruise na Disneyland Filme Kodak Tri-X 400

O Indiana Jones Adventure foi inaugurado em 1995 e deu a toda a área um tema da década de 1930, que combina com o cenário criado pelos barcos rústicos do Jungle Cruise e a voz do personagem Albert Awol, que toca música de banda grande da década de 1930. Em 1999, a Swiss Family Treehouse foi transformada na Tarzan's Treehouse, que se tornou a Adventureland Treehouse em 2023. Em 2008, o Adventureland apresentou o evento Indiana Jones Summer of Hidden Mysteries.

### Atrações e entretenimento
- Indiana Jones Adventure (1995–presente)
- Jungle Cruise (1955–presente)
- Walt Disney's Enchanted Tiki Room (1963–presente)
- Adventureland Treehouse (2023-presente)

### Antigas atrações e entretenimento
- Magnolia Park (1955–1962)
- Swiss Family Treehouse (1962–1999)
- Big Game Safari Shooting Gallery (1962–1982)
- Aladdin's Oasis Dinner Show (1993–1997)
- Aladdin's Oasis (1993–2008)
- Tarzan's Treehouse (1999–2021)

### Restaurantes e lanches
- Bengal Barbecue (1990-presente)
- Tiki Juice Bar (1968-presente)
- Tropical Imports

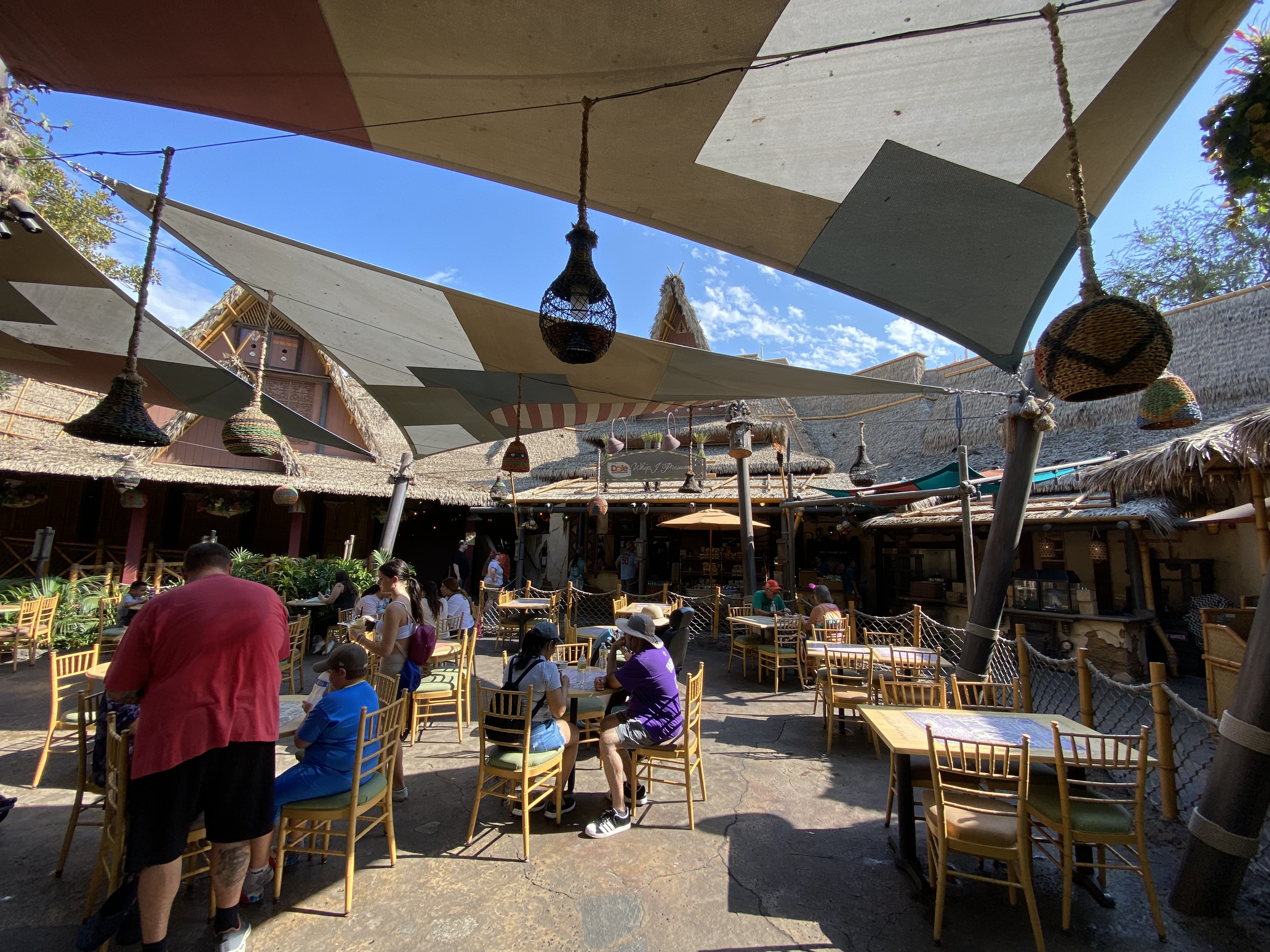
Tropical Hideaway em Disneyland

- The Tropical Hideaway (2018-presente)

### Antigos restaurantes e lanches
- Tropical Cantina (1955–1962)
- Sunkist I Presume (1962–1992)
- Tahitian Terrace (1962–1993)
- Indy Fruit Cart (1995–2006)

### Lojas
- Adventureland Bazaar

### Antigas lojas
- Tiki's Tropical Traders (1955–1966)[4]
- Safari Outpost (1986–1995)
- Indiana Jones Adventure Outpost (1995-2017)
- South Seas Traders (1984-2017)

## Magic Kingdom

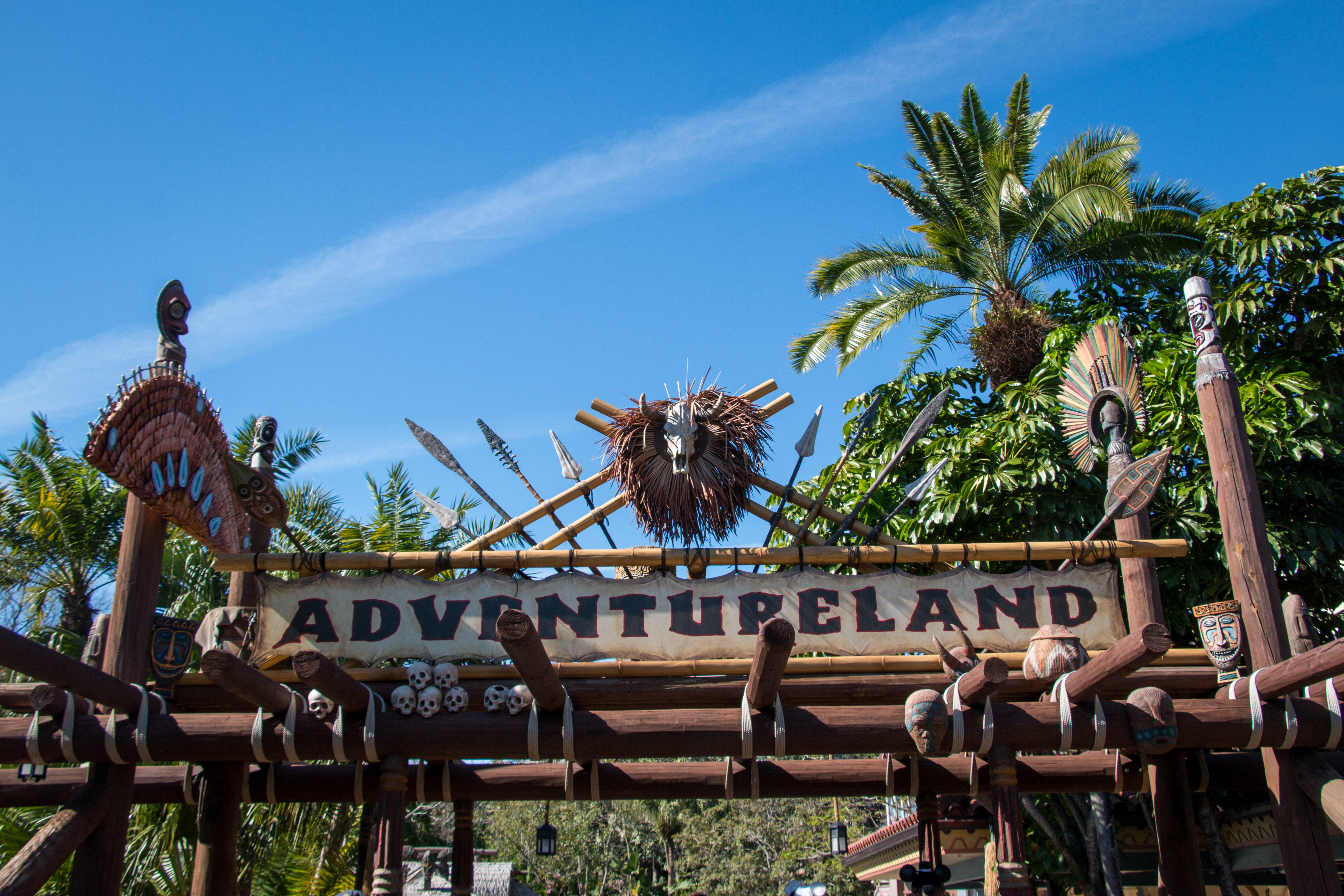
Adventureland no Magic Kingdom

A Adventureland no Walt Disney World é dividida em duas subáreas principais, sendo uma a Arabian Village e a outra a Caribbean Plaza, que abriga o Pirates of the Caribbean. O motivo polinésio original ainda é visível com a proeminência da selva ao redor da Swiss Family Treehouse e do Walt Disney's Enchanted Tiki Room. O ambiente de aventureiro/explorador da década de 1930 é notado com a música de fundo ouvida nos alto-falantes de projeção instalados recentemente em toda a Adventureland, com uma vibração diferente da da Disneyland, mas com música semelhante da Big Band e anúncios espirituosos. A atração Magic Carpets of Aladdin era exclusiva dessa versão da Adventureland antes da abertura do Tokyo DisneySea e do Walt Disney Studios Park em Paris.

### Atrações e entretenimento
| Nota: ▲ = Disponível em Genie Plus / Lightning Lane Restaurantes com serviço de mesa - Jungle Skipper Canteen - com o tema do Jungle Cruise. - Tortuga Tavern - após a temática de Piratas do Caribe (2011–2024; Reaberto em 2025) - The Beak and Barrel (Abertura no final de 2025) Alimentos para serviços rápidos - Sunshine Tree Terrace - Aloha Isle - serve vários sabores de Dole Whip, patrocinados pela Dole Foods. - Adventureland Springroll Cart Passeios - Jungle Cruise ▲ - Pirates of the Caribbean ▲ - The Magic Carpets of Aladdin ▲ Atrações - Walt Disney's Enchanted Tiki Room - localizado dentro do pavilhão Sunshine. - Swiss Family Treehouse - com o tema do filme Swiss Family Robinson, da Disney, de 1960. - A Pirates Adventure -Treasures of the Seven Seas - uma caça ao tesouro interativa em que você pode se juntar ao Capitão Jack em uma série de missões em Adventureland. | Mercadorias - Plaza del Sol Caribe Bazaar - a loja de presentes de saída do Pirates of the Caribbean, especializada em produtos com tema de piratas. A loja também inclui uma estação de gravação de couro. - Bwana Bobs - nomeado em homenagem a Bob Hope, um local de mercadorias ao ar livre. - Sunglass Hut - um fornecedor terceirizado que vende óculos de sol e acessórios. - Crystal Arts - um segundo local menor do Crystal Arts, sendo que o local principal fica na Main Street. Pontos de interesse - Club 33 - um clube exclusivo para membros localizado no Adventureland Veranda. |

### Antigas atrações e entretenimento
- Pavilhão Sunshine
  - Tropical Serenade (1971–1998)
  - The Enchanted Tiki Room (Under New Management) (1998–2011)
- Tinker Bell's Magical Nook (2011–2014)
- The Pirates League, uma versão com tema de pirataria da Bibbidi Bobbidi Boutique.

### Antigos restaurantes e lanchonetes
- Adventureland Veranda (1971–1994)

### Antigas lojas
- Tiki Tropic Shop (1971–2000)
- The Magic Carpet (1971–1987)
- Traders of Timbuktu (1971–2000)
- Oriental Imports (1971–1987)
- Tropic Toppers (1971–1988)
- The House of Treasure (localizado no Caribbean Plaza, 1973–2001)
- The Golden Galleon and La Princesa de Cristal (também localizado em Caribbean Plaza, 1974–1992)
- The Pirate's Arcade (Caribbean Plaza, 1974–1980)
- Tortuga Treasures (Caribbean Plaza, 2024) - uma nova loja de presentes temporária estava sendo instalada na principal loja de presentes do Pirates of the Caribbean no Plaza del Sol Caribe Bazaar, mas algumas das mercadorias já foram realocadas.
- Elephant Tales
- Zanzibar Trading Co.
- Agrabah Bazaar

Embora a House of Treasure tenha sido inaugurada originalmente quando os Piratas estrearam em dezembro de 1973, ela começou a funcionar plenamente em fevereiro de 1974, de acordo com uma edição de março de 1974 da “Eyes and Ears”, um boletim informativo para membros do elenco do Walt Disney World.

## Tokyo Disneyland

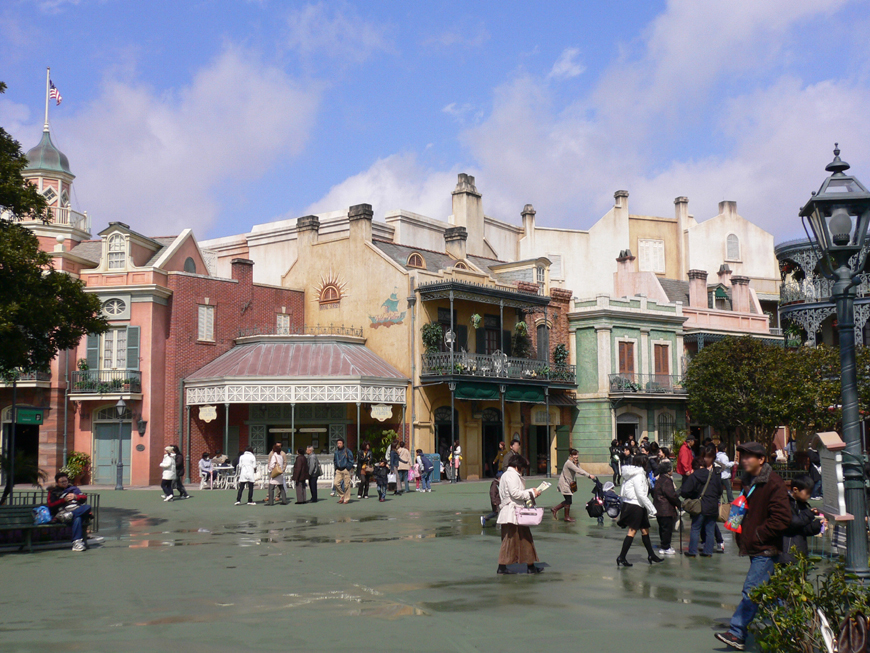
Adventureland na Tokyo Disneyland

A Adventureland da Tokyo Disneyland é uma mistura das várias interpretações da Adventureland. Ela apresenta um passeio único - o Western River Railroad - e uma versão com o tema Lilo & Stitch do Walt Disney's Enchanted Tiki Room. Ela apresenta duas sub-regiões: a Coral Landing, inspirada no Typhoon Lagoon, perto da Swiss Family Treehouse, e outra baseada na New Orleans Square da Disneyland, que apresenta os Piratas do Caribe. Os edifícios do World Bazaar se misturam com Nova Orleans.
Em 28 de abril de 2025, a Oriental Land Company anunciou que o Westen River Railroad, a Swiss Family Treehouse, o Jungle Cruise: Wildlife Expeditions e o The Enchanted Tiki Room: Stitch Presents Aloha e Komo Mai serão fechados e substituídos por uma nova atração do The Incredibles, Up e Moana na seção da Adventureland na Tokyo Disneyland.

### Atrações e entretenimento
- The Enchanted Tiki Room: Stitch Presents Aloha e Komo Mai! (2008–presente)
- Jungle Cruise: Wildlife Expeditions (2014–presente)
- Theatre Orleans
  - Jamboree Mickey! Let's Dance!
- Polynesian Terrace Show
  - Mickey's Rainbow Luau! (2016-2020, 2023–presente)
- Pirates Brass
- Pirates of the Caribbean (1983–presente)
- Swiss Family Treehouse (1993–presente)
- Western River Railroad (1983–presente)

### Antigas atrações e entretenimento
- The Enchanted Tiki Room (1983–1999)
- Jungle Cruise (1983–2014)
- The Enchanted Tiki Room: Now Playing "Get the Fever!" (1999–2008)
- Adventureland Stage (1983–2000)
  - Road to Adventure (1983–1984)
  - Adventureland Revue (1984–1993)
  - Sebastian's Caribbean Carnival (1993–1996)
  - Fiesta Tropical (1996–2000)
- Polynesian Terrace Show
  - Mickey & Minnie's Polynesian Paradise (2009–2015)
  - Lilo's Luau & Fun (2005–2020)
- Theatre Orleans
  - Mickey's Adventureland Mardi Gras (2001–2004)
  - Minnie Oh! Minnie (2004–2018)
  - Let's Party Gras! (2018-2020)
- Jungle Rhythms (2016–2020)
- Jungle SounDuo

### Restaurantes e lanches
- Royal Street Veranda
- Blue Bayou Restaurant
- Café Orleans
- The Gazebo
- Crystal Palace Restaurant
- Moana's Polynesian Terrace Restaurant
- Parkside Wagon
- Boiler Room Bites
- China Voyager
- Squeezer's Tropical Juice Bar
- Fresh Fruit Oasis
- The Skipper's Galley

### Lojas
- The Golden Galleon
- Pirate Treasure
- Cristal Arts
- La Petite Parfumerie
- Party Gras Gifts
- Adventureland Bazaar
- Le Marché Bleu

## Disneyland Park (Paris)
A Adventureland europeia está geograficamente invertida em relação à Frontierland, quando comparada com os parques americanos. Ela contém influências mais fortes da Índia e do Marrocos. Possui quatro áreas temáticas:
- A primeira, conhecida como Adventureland Bazar, é uma recriação de uma cidade oriental das Mil e Uma Noites. Embora a maioria das pessoas acredite que ela reflete Agrabah, do filme Aladdin, esse é um erro comum. O filme Aladdin ainda estava em produção quando a Euro Disney foi projetada. E os Imagineers que trabalhavam na Adventureland não colaboraram com as pessoas que criaram o filme. Em 1993, a atração Le Passage Enchanté d'Aladdin foi inaugurada nesta área e é a única atração do parque realmente baseada no filme. O conceito desta cidade acabou por chegar aos resorts no exterior.
- A segunda parte da Adventureland tem uma aparência mais africana e é composta principalmente por lojas e restaurantes (como o Hakuna Matata Restaurant).
- Uma terceira área temática representa as misteriosas selvas asiáticas, com o tema dos exploradores e apresentando a montanha-russa Indiana Jones et le Temple du Péril.
- A última parte, e a maior, é uma área caribenha, cobrindo a maior parte da superfície da Adventureland. Ela apresenta a montanha-russa Pirates of the Caribbean e Adventure Isle, um local para caminhadas semelhante à Tom Sawyer Island, com algumas atrações como Swiss Family Treehouse ou Captain Hook's Pirate Ship.

Esta Adventureland apresentou alguns problemas de construção, principalmente devido ao clima local inadequado. Cultivar selvas exóticas em um lugar onde os invernos podem ser rigorosos era uma tarefa difícil. Essa também é a razão pela qual não há o passeio Jungle Cruise, já que a maioria dos animais animatrônicos teria sido exposta a esse clima. No entanto, ideias abandonadas pretendiam construir um passeio adequado sob um teto de vidro, mas isso nunca se concretizou.
Também não há a atração Tiki Room, embora o Explorers Club Restaurant (agora Colonel Hathi's Outpost) tenha pássaros animatrônicos que costumavam cantar.

### Atrações e entretenimento
- Adventure Isle (1992–presente)
- La Plage des Pirates
- La Cabane des Robinson (1992–presente)
- Le Passage Enchanté d'Aladdin (1993–presente)
- Pirates of the Caribbean (1992–presente)
- Rhythm of the Jungle
- Indiana Jones et le Temple du Péril (1993–presente)

### Antigas atrações e entretenimento
- Following the Leader with Peter Pan

### Restaurantes e lanches
- Colonel Hathi's Pizza Outpost
- Adventureland Bazaar
- Hakuna Matata Restaurant
- Le Café de la Brousse
- Restaurant Agrabah Café
- Coolpost
- Captain Hook's Galley
- Le Comptoir du Capitaine
- Captain Jack Restaurant (antigo Restaurante Blue Lagoon)

### Antigos restaurantes e lanches
- Les Epices Enchantées (1992–1995)
- Explorers Club (1992–1995)
- The Bazar (1992–1999)

### Lojas
- Les Trésors de Shéhérazade
- La Girafe Curieuse
- Indiana Jones Adventure Outpost
- Mushu's Boutique
- Le Coffre du Capitaine

## Hong Kong Disneyland

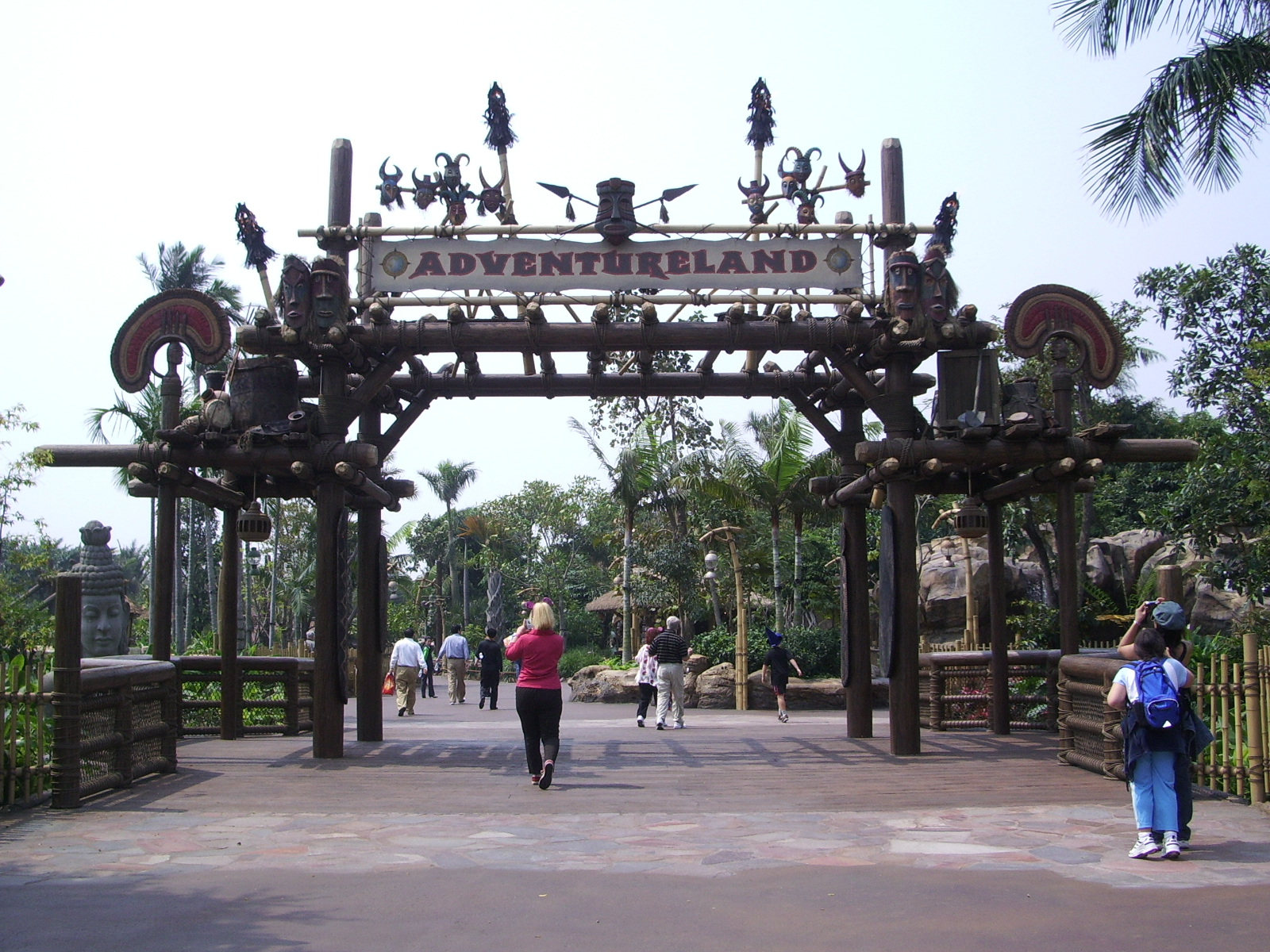
Adventureland na Hong Kong Disneyland

A Adventureland da Hong Kong Disneyland é a maior entre todos os parques da Disney e possui uma grande área insular que abriga a Tarzan's Treehouse, cercada pelo Jungle River Cruise, bem diferente do Rivers of America na maioria das áreas Adventureland dos parques no estilo Magic Kingdom. É também o local do espetáculo "Festival of the Lion King".
No início de maio a agosto de 2007, a área foi convertida em Pirateland, em conjunto com o lançamento do filme Piratas do Caribe: No Fim do Mundo.
A borda externa da área estava em construção do início de maio a setembro de 2008, adjacente ao Festival do Rei Leão. Uma estrutura temporária foi construída para o Demon Jungle, uma atração exclusiva para as temporadas de Halloween de 2008 a 2010, e transformada em The Revenge of the Headless Horseman para as temporadas de Halloween de 2011 a 2014; agora é o lar do novo espaço "Black Box", conhecido como "The Pavilion", um local flexível para eventos. Ao contrário dos outros parques, ainda não há Pirates of the Caribbean neste local.
Em 1º de setembro de 2017, a área ao redor da ponte próxima à entrada da área temática e em frente ao Tahitian Terence foi cercada por cercas que escondem as obras iniciadas recentemente para a inauguração de "Moana: A Homecoming Celebration" em 2018, como parte do plano de expansão plurianual do parque desde 22 de novembro de 2016.

### Atrações e entretenimento
- Theater in the Wild:
  - Festival of the Lion King (2005–presente)
- Jungle River Cruise (2005–presente)
- Karibuni Marketplace
- Liki Tikis
- Jungle Junction
  - Moana: A Homecoming Celebration
- Street Entertainment at Adventureland
- Tarzan's Treehouse (2005–2020; 2024–presente)
  - Rafts to Tarzan's Treehouse

### Antigas atrações e entretenimento
- Lucky the Dinosaur (2005–2006)
- Jungle Puppet Carnival (2005–2009)
- Jungle Junction
  - Adventure is Out There! (2023)

### Restaurantes e lanches
- Korean Squid, Turkey Leg, Refreshing Drinks, & Frozen Lollipop Cart
- Korean Squid & Turkey Leg Cart
- River View Cafe
- Moana's Tahitian Terrace

### Lojas
- Professor Porter's Trading Post

## Shanghai Disneyland
O Shanghai Disneyland possui uma área semelhante às "Adventurelands" encontradas em outros parques Disney, chamada Adventure Isle. Assim como a "Adventureland" na Disneyland Paris, a "Adventure Isle" não inclui a atração Jungle Cruise, mas possui um circuito de cordas chamado "Camp Discovery" e uma atração com tema de dinossauros chamada "Roaring Rapids and Soaring Over the Horizon". Esta versão também é diferente pelo fato de estar no lado direito do centro principal, em vez de estar no lado esquerdo.
A história da terra gira em torno de um grupo chamado Liga dos Aventureiros, que chegou à ilha depois que sua aeronave saiu de rota na década de 1930. Tornando-se amigos da tribo nativa Arbori, eles se dedicaram a estudar sua cultura e a ilha desde então. Cada atração está ligada a um animal guardião da mitologia Arbori: Roaring Rapids é o reino de Q'aráq, um crocodilo gigante guardião da água; Soaring Over the Horizon está localizado em um templo celestial dedicado a Q'otar, um espírito condor do ar; e Camp Discovery fica no reino de Q'ai, o gato com presas guardião da terra.

### Atrações e entretenimento
- Camp Discovery
- Explorer Canoes
- Happy Circle
- Roaring Rapids (2016–presente)
- Soaring Over the Horizon (2016–presente)
- Storyhouse Stage
  - The Adventure of Rhythm

### Antigas atrações e entretenimento
- Storyhouse Stage
  - Tarzan: Call of the Jungle (2016–2019)

### Atrações e entretenimento
- Tribal Table
- Piranha Bites

### Lojas
- Chip 'n Dale's Trading Post (antigamente Laughing Monkey Traders)
- Rainbow Frog Trinkets

## Na cultura popular
Na série Epic Mickey, a versão de Adventureland em Wasteland é Ventureland. Seus principais elementos são o filme Peter Pan e a atração Pirates of the Caribbean.